# Urban VI.
Urban VI. (asi 1318, Neapol – 15. října 1389, Řím), vlastním jménem Bartolomeo Prignano, byl papežem od 8. dubna 1378 až do své smrti. Byl prvním papežem období západního schizmatu.

## Život
Pocházel z Neapole, vzdělání získal v Avignonu, proslul jako učený, asketický a zbožný mnich, současně byl znám i svou vznětlivostí a podezíravostí. Německý církevní historik Ludwig Pastor popsal jeho povahu slovy: „Postrádal křesťanskou lásku a vlídnost, byl přirozeně despotický, krutý a nerozvážný.“
V době nepotismu se dokázal dostat do vysokých církevních postů i bez podpory příbuzných, v roce 1377 se stal arcibiskupem z Bari a po smrti francouzského papeže Řehoře XI. byl jednomyslně zvolen papežem na nátlak římského lidu, který se dožadoval papeže Itala. Byl podporován neapolskou královnou Johanou I.
Okamžitě po svém zvolení začal kritizovat chování kardinálů, vyžadoval, aby odmítali dary od světských hodnostářů, nežili v přílišném přepychu. Rychle si získal jejich nepřátelství. Kardinálové proto s podporou francouzského krále prohlásili jeho zvolení za neplatné a zvolili vzdoropapeže Klementa VII. Urban VI. Klementa a všechny jeho podporovatele v roce 1378 exkomunikoval, čímž potvrdil vznik západního schizmatu.
13. září téhož roku mimo jiné jmenoval pražského arcibiskupa Jana Očka z Vlašimi prvním českým kardinálem.
Ve vleklém papežském sporu se na Urbanovu stranu postavilo Německo, České země, Anglie, Flandry, Polsko, Uhry a některé země italské, zejména Neapolsko. Na stranu vzdoropapeže Klementa VII. se postavilo Skotsko, Španělsko, Francie a Portugalsko. 

### Složitá politická situace a Urbanovy chyby
Politicky byl Urban zpočátku poměrně úspěšný, podařilo se mu ukončit válku mezi papežským státem a Florencií, které vypukla na konci pontifikátu Řehoře XI. Když se proti němu postavila jeho někdejší podporovatelka, neapolská královna Johana I., dopomohl k jejímu sesazení a pomohl neapolský trůn získat jejímu synovci Karlovi z Drače, který dal Johanu zavraždit. Nároky na neapolský trůn však současně vznesl i vévoda Ludvík z Anjou, který na podzim roku 1383 vytáhl s francouzskou a savojskou podporou na Neapol, ještě v průběhu tažení však zemřel, což přineslo dočasný mír. Neapolský král Karel ale nehodlal respektovat papežovy feudální nároky, což mělo za následek vážnou roztržku a Urban byl společně s ěkolika kardinály v Noceře obležen Karlovými vojáky. Během obléhání se část kardinálů obrátila proti Urbanovi ve snaze ho uznat za nepříčetného a sesadit. Urban je však nechal zajmout, uvěznit a mučit. Když se nakonec Urbanovi po půl roce obléhání podařilo uprchnout do Janova, odvlekl zajaté kardinály s sebou. V Janově Urban exkomunikoval Karla Neapolského z církve a pět ze šesti zatčených kardinálů nechal popravit. 
Pod vlivem spiknutí se Urbanova podezíravost stupňovala a přerůstala ve stihomam. 
Když se dal Karel Neapolský roku 1385 zlákat nabídkou uherského trůnu a následně byl v Uhrách zavražděn, Urban znovu obrátil pozornost na Neapolsko, z něhož vyhnal Karlova nezletilého syna Ladislava a udělil ho do správy svému synovci, kardinálovi Francescovi Moricottimu.

### Závěr života a smrt
V problémech a bojích, způsobených Urbanovou podezíravostí a svárlivostí, se Řím zmítal až do konce jeho života. Zemřel v důsledku zranění při pádu z muly v roce 1389.